# Hornbobrändan
Hornbobrändan este o arie protejată (arie specială de conservare — SAC, sit de importanță comunitară — SCI) din Suedia întinsă pe o suprafață de 131,3 ha, integral pe uscat.

## Localizare
Centrul sitului Hornbobrändan este situat la coordonatele 60°47′28″N 16°07′35″E / 60.7912°N 16.1264°E.

## Înființare
Situl Hornbobrändan a fost declarat sit de importanță comunitară în aprilie 2003 pentru a proteja 1 specie de plante. Situl a fost protejat și ca arie specială de conservare în martie 2011.

## Biodiversitate
Situată în ecoregiunea boreală, aria protejată conține 5 habitate naturale: Mlaștini împădurite, Turbării Aapa, Taiga vestică, Mlaștini turboase de tranziție și turbării mișcătoare, Lacuri și iazuri distrofice naturale.
La baza desemnării sitului se află o specie protejată de  plante: Herzogiella turfacea.